# Bobby Cruz
Roberto „Bobby“ Cruz (* 2. Februar 1938 in Hormigueros, Puerto Rico) ist ein US-amerikanischer Sänger und Komponist puerto-ricanischer Herkunft.

## Leben und Werk
Obwohl in Puerto Rico geboren, verbrachte Bobby Cruz seine Jugend in New York. Dort lernte er mit zwölf Jahren seinen Freund Ricardo Ray kennen, dem er lebenslang verbunden blieb. Angeblich soll dieser damals schon in der Jugendband von Bobby Cruz Bass gespielt haben. 1964 verhielt es sich umgekehrt: Bobby Cruz wurde Sänger im Orchester von Ricardo „Richie“ Ray und 1968 mit dem Lied Mr. Trumpet Man Leadsänger. In den folgenden zehn Jahren wurde das Erfolgsduo zum Markenzeichen der Salsa-Musik. Sie brachten insgesamt neun Alben mit Gold-Status heraus.
1972 produzierte Ray für seinen Freund das Album Bobby Cruz Canta Para Ti, der Titelsong Ya ni te acuerdas wurde sofort die Nr. 1 in den Charts.
Bobby Cruz arrangierte und komponierte viele Stücke in Zusammenarbeit mit Richie Ray. Eines ihrer erfolgreichsten war 1975 La Zafra, womit das Duo den ersten Preis auf dem Festival of Orchestras gewann. In Zusammenarbeit mit Viki Vimari entstanden die Songs Cuando me digas sí und Yo sé que te amo.
Als Richie Ray sich 1974 zum Evangelikalismus bekehrte, kam es zu Spannungen innerhalb des Duos, doch Bobby Cruz folgte ihm nur vier Monate später als „wiedergeborener Christ“ nach. Von da ab konzentrierten sie sich in ihrer Musik auf christliche Themen, behielten aber die Salsamusik als Verkündigungsmedium bei. Sie verabschiedeten sich gemeinsam von der säkularen Musik mit ihrem Lied Adiós a la salsa (1987), dem letzten unter Fania Records – und konnten sich doch nie ganz von der Salsa lösen.
Ab den 1990er-Jahren trennten sich ihre Wege zunehmend, Cruz übernahm die Leitung diverser evangelikaler Gemeinden in den USA und Lateinamerika. 1999 gaben sie zusammen jedoch wieder ein Comeback-Konzert unter dem Universal-Label in Bayamón, Puerto Rico, welches viel Beachtung fand. Die Doppel-CD Un Sonido Bestial, die dazu erschienen ist, beinhaltet alle großen Erfolge des Duos, auch aus den 60er- und 70er-Jahren (siehe auch Ricardo Ray).

## Stil und Bedeutung
Mit Bobby Cruz geht die Geschichte der Salsa bis an ihre Anfänge zurück. Bobby Cruz kann sogar zusammen mit seinem Freund Richie Ray für sich reklamieren, den Begriff „Salsa“ erfunden zu haben:
Auf einer ihrer erfolgreichen Tourneen durch Lateinamerika gastierten sie auch in Venezuela, als sie ein bekannter Moderator, Phidias Danielo Escalona, bat, sie sollten einmal mit ihren eigenen Worten den einzigartigen Stil ihrer Musik beschreiben. Sie sagten: Unsere Musik ist wie Ketchup, „salsa de tomate“, die man auf die Hamburger tut um ihnen Geschmack zu geben. Und da sagte ihnen Escalona: Eure Musik ist Salsa. Ab heute nennen wir sie „Salsa“. Und seit diesem Moment ist ein neuer Stil zur lateinamerikanischen Musik hinzugekommen: Die Salsa. Salsa ist in der Tat der Musikstil, der verschiedene Rhythmen in einem einzigen Stück vereinigt.
Diese Anekdote bekommt auch dadurch eine besondere Note, dass ein Moderator aus Venezuela auf den Begriff „Salsa“ gekommen sein soll.
1967 nahmen Bobby Cruz und Richie Ray ein Stück auf, das sie Salsa y Control nannten. Das ist nachweislich das erste Mal in der Musikgeschichte, dass ein Lied den Namen Salsa offiziell in seinem Titel führte und auch Salsa-Rhythmen beinhaltete, damals noch unter dem Label UA-Records (United Artists). Unter Fania entstand 1970 eine sehr bekannt gewordene Cover-Version der Lebron Brothers. Der Stil wurde allerdings oft noch als Salsa-Boogaloo bezeichnet, der den Übergang zur Salsa ansetzt. Anfang der 70er-Jahre ging das Salsa-Fieber richtig los: das Cover wurde bekannter als sein Original. Viele Clubs und Tanzschulen nannten sich plötzlich Salsa y Control.
Zuletzt wurde das Stück von der New Yorker Gruppe Los Soneros Del Barrio (1999) wieder neu aufgelegt.